# Донья Пас
«Донья Пас» (исп. MV Doña Paz) — японский и филиппинский пассажирский паром, зарегистрированный на Филиппинах. Затонул 20 декабря 1987 года после столкновения с танкером «Вектор». При этом погибло 4386 человек, что делает эту морскую катастрофу крупнейшей в мирное время.

## История
Паром был построен в 1963 году на японской верфи «Ономити Дзосэн» в Ономити и назывался «Химэюри Мару» (Himeyuri Maru). «Химэюри Мару» принадлежал компании «Рюкю Каиун Каиса», курсировал по японским водам и вмещал 608 пассажиров.
В 1975 году судно было продано Sulpicio Lines — филиппинскому оператору пассажирских паромных перевозок и получило новое название «Don Sulpicio», а позднее «Doña Paz». За месяц до столкновения паром ремонтировался в доках.

## Катастрофа
Трагедия, унёсшая около 4300 человеческих жизней, произошла 20 декабря 1987 года вследствие столкновения с танкером и воспламенения его груза. Она стала крупнейшей судоходной катастрофой мирного времени, превзойдя крушение «Титаника», унёсшего жизни от 1495 до 1635 человек в ночь с 14 на 15 апреля 1912 года.
Столкновение произошло во время следования по маршруту Манила—Катбалоган—Таклобан и обратно, которое паром совершал два раза в неделю. 20 декабря около 6:30 по местному времени «Донья Пас» под командованием капитана Эвзебио Назарено покинула Таклобан и отплыла в Манилу с промежуточной остановкой в Катбалогане. Судно должно было прибыть в Манилу в 4:00 следующего дня, как утверждается, в последний раз вышло на связь в 20:00, хотя последующие расследования показали, что с ним не было радиосвязи. Около 22:30 паром проходил по проливу Таблас, соединяющим залив Тайябас на северо-западе моря Сибуян с морем Сулу, рядом с островом Мариндуке. Выжившие позже сообщали, что погода была ясной, но на море было волнение. Когда «Донья Пас» столкнулась с танкером «Вектор», который шёл из Батаана в Масбат, большинство пассажиров спало. На «Векторе» находилось 8800 баррелей (1050 м³) бензина и нефтепродуктов.
При столкновении из танкера вылились и загорелись нефтепродукты. Выжившие рассказывали, что слышали удар и взрыв, который вызвал панику на пароме. Пакито Осабель описывал, что пламя быстро распространялось по судну и море вокруг было в огне. Другой спасшийся, филиппинский констебль, сообщал, что пламя появилось через минуту после столкновения, на пароме не было спасательных жилетов, команда пребывала в панике, как и пассажиры, и не предпринимала попыток навести на борту какой-либо порядок. Позже выяснилось, что имевшиеся в наличии спасательные жилеты находились под замком в металлических шкафчиках, а ключей не смогли найти. Пытаясь спастись, люди вынуждены были прыгать за борт, туда, где горело разлившееся топливо, и пробираться среди пламени и обгорелых тел, используя в качестве спасательных средств чемоданы. Паром «Донья Пас» затонул через два часа после столкновения, танкер «Вектор» — через четыре часа. Оба судна затонули в Табласском проливе, полном акул. Через восемь часов о случившемся стало известно властям, которые организовали поисково-спасательную операцию.

### Жертвы
Только 26 выживших были извлечены из воды. Двадцать четыре из них были пассажирами с «Доньи Пас», а другие двое — моряки с «Вектора», экипаж которого состоял из 13 человек. Из команды «Доньи Пас» не спасся никто. Большая часть выживших получила ожоги от горевшего топлива. Тела тысяч пассажиров так и не были найдены. Три сотни трупов выбросило на берег в течение нескольких последующих дней. Все они, по сообщениям филиппинских властей, были частично объедены акулами.
По первоначальным заявлениям, сделанным судоходной компанией Sulpicio Lines, официально заявленное число людей на борту составляло 1553 человека: 1493 пассажира и 60 членов экипажа. По уточнённым данным в заявлении от 23 декабря 1987 года — 1583 человека: 1525 пассажиров и 58 членов экипажа. Тем не менее, на следующий же день спасшиеся пассажиры рассказывали журналистам, следователям и официальным представителям филиппинских властей, что на своём пути «Донья Пас» сделала все запланированные остановки (всего их было четыре), и везде на борт парома загружались всё новые пассажиры, при этом на рейс нелегально продавались дополнительные билеты по сниженной цене, и многие пассажиры не входили в официальный список. Кроме того, часть пассажиров провозила с собой детей без оформления билетов. «Донья Пас» была настолько заполнена людьми, что многих пассажиров размещали в коридорах и подсобных помещениях, на одной матросской койке сидели по 3-4 человека.
Выжившие утверждали, что «Донья Пас» мог перевозить от 3000 до 4000 человек. Они указывали, что паром был перегружен и пассажиры располагались даже в коридорах и на палубе. Всего из 21 тела, поднятых на поверхность и идентифицированных как пассажиры парома, только одно принадлежало лицу, числившемуся в официальных списках, а из 24 выживших пассажиров — лишь пять. 28 декабря 1987 года депутат Палаты представителей Филиппин Рауль Даза заявил, что по меньшей мере 2000 человек на борту «Доньи Пас» не было в официальных списках. В январе 1999 года, после судебных разбирательств, комиссия по расследованию сделала заявление, что на борту парома был 4341 пассажир. За вычетом 24 выживших и с учётом 58 членов экипажа это составило 4375 погибших. Вместе с 11 погибшими членами команды танкера «Вектор» окончательное число жертв трагедии составило 4386 человек.

### Реакция и последствия
Президент Филиппин Корасон Акино назвала произошедшее «национальной трагедией». Папа Римский Иоанн Павел II, премьер-министр Японии Нобору Такэсита и королева Великобритании Елизавета II выступили с официальными соболезнованиями.
Sulpicio Lines сообщили, что пострадавшим будет выплачено по 20 тысяч песо (472$ в ценах 2011 года).
По материалам первоначального расследования, проведенного Береговой охраной Филиппин, главной причиной трагедии стало халатное отношение команд обоих судов к своим служебным обязанностям. Ни на «Векторе», ни на «Донье Пас» никто не следил за курсом, навигационные приборы отсутствовали, а «Вектор» вообще не имел лицензии на морские перевозки и фактически ходил нелегально. Также у него не было опытного вперёдсмотрящего. Непосредственно перед столкновением на капитанском мостике парома «Доньи Пас» находился всего один человек, остальные офицеры были в кубрике, смотрели телевизор и пили пиво. После столкновения всех охватила паника, командой не было предпринято никаких действий по тушению пожара и борьбе за спасение судна и пассажиров. По невыясненной причине ни один из кораблей не подал сигнала SOS. Возможно, радиостанции вышли из строя при ударе и взрыве, либо они и раньше не работали. Поэтому на берегу узнали о случившемся только через восемь часов, и лишь тогда началась спасательная операция. В конце концов с Sulpicio Lines было снято обвинение.

## Обнаружение
Затонувшие суда были исследованы 13 апреля 2019 года экспедицией, базировавшейся на научно-исследовательском судне Petrel (экспедиция, финансировавшаяся фондом Пола Аллена, на протяжении ряда лет занималась поиском и исследованием кораблей, затонувших в ходе Второй мировой войны на Тихоокеанском театре военных действий). Оба судна находятся на глубине в 500 метров и лежат на дне на ровном киле, на расстоянии около 2200 метров друг от друга, в практически неповреждённом состоянии.